# Weinstraße 49, 51
Das Anwesen Weinstraße 49, 51 ist ein ehemaliges Winzergut in der pfälzischen Landstadt Deidesheim, das nach dem Denkmalschutzgesetz des Landes Rheinland-Pfalz als Kulturdenkmal eingestuft ist. Hier war früher mehr als zwei Jahrhunderte lang ein Hof der Adelsfamilie Leysser von Lambsheim.

## Geschichte
Das Anwesen ging vermutlich um 1510 an die Familie Leysser von Lambsheim über. Zuvor hatte es möglicherweise der Familie von Bach gehört. Es lag unmittelbar südlich des Adelshofs der Übelhirn von Böhl bzw. des Deidesheimer Spitals, das auf dem Gelände dieses Adelshofs errichtet wurde; die Wassergasse, die heute beide Anwesen trennt, wurde erst 1868 angelegt. Es ist denkbar, dass die Familie durch eine Heirat Erbe der Ritter von Deidesheim wurde; dafür spricht ihr ältester Besitz hier, ein großer Hof in der Nordgasse von Niederkirchen bei Deidesheim (damals noch Niederdeidesheim), der noch, zumindest teilweise, bis ins 18. Jahrhundert im Besitz der Leysser von Lambsheim war, sowie die Stiftung einer Pantaleonspfründe an der St. Martinskirche in Niederkirchen Anfang des 15. Jahrhunderts. Die Familie verfügte einem alten Salbuch zufolge gegen Ende des 15. Jahrhunderts bei Deidesheim über einen sehr großen Besitz.
1473 wurde Hans Lusser zum ersten Mal in Deidesheim erwähnt; er und seine Frau Katharina von Hohenecken stifteten zu der Zeit auch ein ewiges Jahresgedächtnis für sich in der Deidesheimer Kirche. Mit diesem Hans Lusser beginnend, kann die Stammreihe der Leysser von Lambsheim in Deidesheim urkundlich gesichert nachvollzogen werden. Hans Lusser und Katharina von Hohenecken hatten vier Kinder: Christoph, Johann, Margarete und Hans († 1544); nur der letztgenannte, der 1507 König Maximilian I. bei seinem Italienzug begleitete, setzte die Linie fort. Er hatte nur ein Kind, einen Sohn, der ebenfalls Hans hieß († 1561); dieser war Amtmann in Kirrweiler bzw. Marientraut (1546–1556) und verheiratet mit Anna Christofora, einer geborenen von Affenstein. Die beiden hatten vier Kinder: Dorothea, Wolf, Johann (wurde 1583 als Amtmann in Marientraut genannt), und Philipp (war Faut in Altenstadt). Die Linie wurde von Wolf Leysser von Lambsheim (1547–1587) fortgesetzt, er war mit Ursula Geiling von Altum verheiratet. Der Grabstein der beiden ist bis heute erhalten geblieben und befindet sich neben der Ulrichskirche in Deidesheim. Die beiden hatten drei Söhne: Friedrich, Hans Dietrich und Hans Wolf (1575–1623), von denen die beiden erstgenannten kinderlos und recht jung gestorben sind. Nur der letztgenannte, er war fürstlicher Stallmeister, Haushofmeister und schließlich Burgvogt von Jockgrim in Diensten des Speyerer Bischofs, trug den Namen der Familie weiter. Er war verheiratet mit Anna Margarete Freiin Schütz von Holzhausen († 1662). Die beiden hatte drei Kinder: Johann (1620–1698), Barbara und Elisabeth.  Johann, der Stammhalter der Familie, heiratete 1664 Anna Sabine Freiin Schenk von Schweinsberg, und die beiden hatten vier Kinder, die jedoch alle, ebenso wie ihre Mutter, 1666/67 bzw. 1669 an der Pest starben. Somit war der nun 49-jährige Johann Leysser von Lambsheim der einzige Vertreter des alten Geschlechts, das damit akut vom Aussterben bedroht war. Er heiratete 1670 noch ein zweites Mal, Katharina, eine geborene von der Hauben († 1684). Der neue Schwager von Johann Leysser, der Feldmarschallleutnant Johann Georg von der Hauben, hielt sich zu dieser Zeit häufig in Deidesheim in dem Leysserschen Anwesen auf. Johann Leysser und seine zweite Frau hatten zusammen vier Kinder: Maria Kunigunde, sie heiratete Emrich Adolf von Carben, Lothar Wilhelm Ferdinand (1672–1744), sein Taufpate war der Speyerer Fürstbischof Lothar Friedrich von Metternich-Burscheid, Johann Heinrich Hartard, er starb noch im Jahr seiner Taufe 1674, und Johann Ernst (1675–1746).

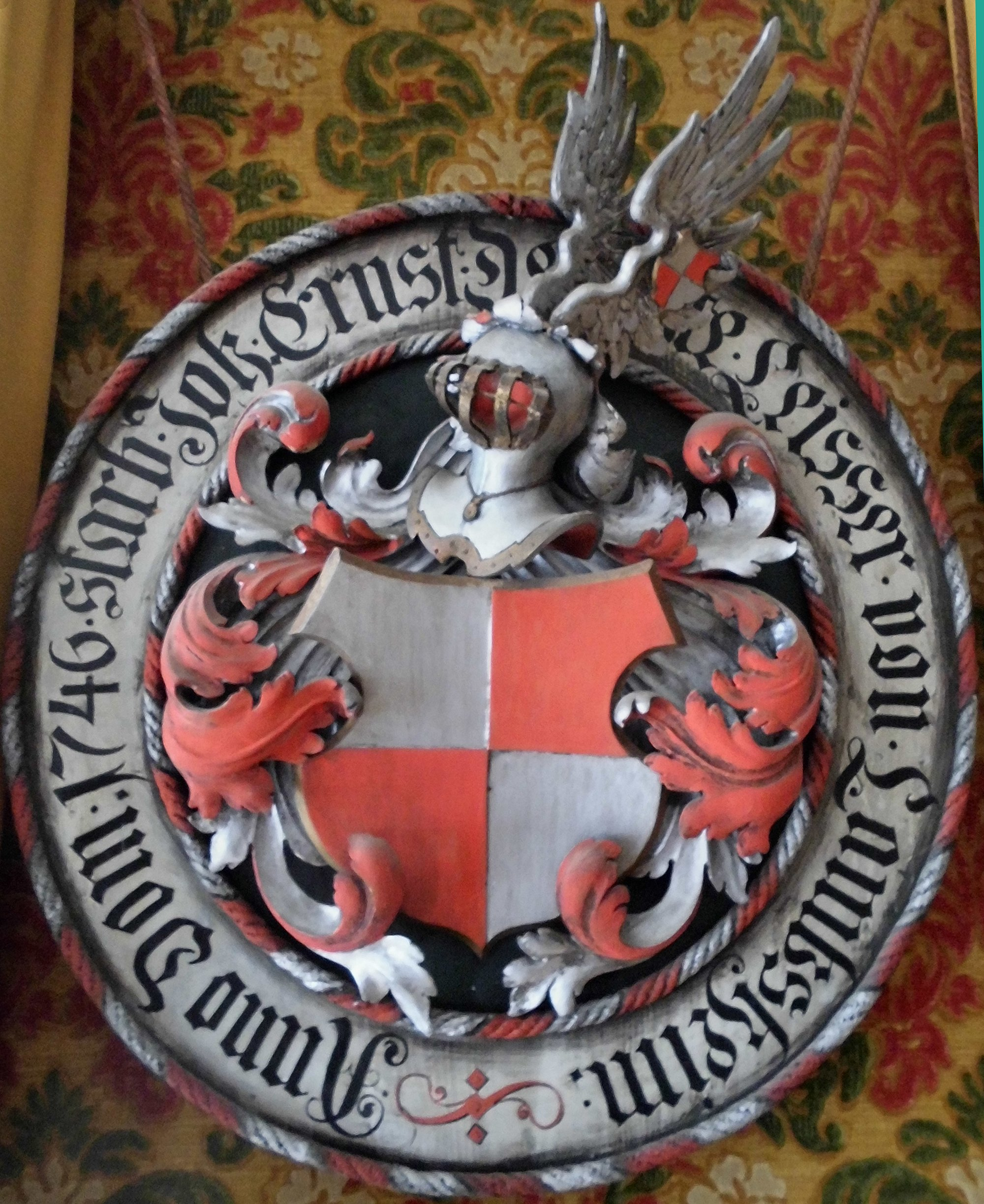
Eine Totenscheibe im Ratssaal des historischen Rathauses erinnert an den letzten männlichen Spross des alten Adelsgeschlechts, Johann Ernst Leisser von Lambsheim.

Nun brachen schwere Zeiten für die Familie an: 1684 starb die Mutter, und der Vater blieb mit den drei unmündigen Kindern zurück. Am 26. September 1689 wurde Deidesheim im Pfälzischen Erbfolgekrieg niedergebrannt, dabei nahm auch das Leyssersche Anwesen schwere Schäden. Die Familie flüchtete nach Mainz und hatte beim Brand im 31. Mai 1689 im Wormser Dom ihre Familienpapiere verloren. Das Vermögen der Familie war bereits zuvor zusammengeschmolzen; es umfasste noch etwa 200 Morgen Land. Nachdem der Vater 1698 gestorben war, kehrten die Brüder Lothar Wilhelm Ferdinand und Johann Ernst, die zunächst die militärische Laufbahn eingeschlagen hatten, nach Deidesheim zurück. Das Leyssersche Stammhaus wurde in einfacher Weise wieder aufgebaut und die Güter so gut es ging bewirtschaftet. In dem Leysserschen Stammhaus wohnte der ältere Bruder, Lothar Wilhelm Ferdinand und seine Frau, die Freiin Maria Antonetta Voit von Rieneck; ihre Ehe blieb jedoch kinderlos. Als er 1744 starb, war sein Bruder Johann Ernst der letzte männliche Spross der Familie. Dieser hatte sich ein wenig außerhalb der Stadt ein einfaches Gutshaus mit Ökonomiegebäuden errichtet; von dem Anwesen ist heute nur noch das damalige Gartenhäuschen erhalten geblieben. Er wohnte dort mit seiner Frau, Maria Anna von Stauffenberg; mit ihr hatte er eine Tochter, aber keinen männlichen Erben. Mit seinem Tod am 16. Juni 1746 starb das alte Geschlecht im Mannesstamm aus. Sein Grabmal befindet sich heute an der westlichen Außenseite der Ulrichskirche, als schlichter Aufsatz auf dem Grabstein seines Vorfahren Wolf Leysser von Lambsheim und seiner Frau Ursula.
Das Leyssersche Anwesen wurde nun von der Witwe des Lothar Wilhelm Ferdinand bewohnt, die den Oberforstmeister Christian Freiherr von Lüderiz († 1754) heiratete und von den ehemals Leysserschen Gütern ein Drittel geerbt hatte (ca. 60 Morgen). Am 10. Juli 1754 verschenkte sie das Gut an den Oberamtmann von Kirrweiler, den Hofmarschall Freiherr Franz Albert von Radenhausen († 1767). Seine Witwe, die geborene Freiin von Dalberg, ließ die Gebäude im Wesentlichen so, wie sie heute sind, aufbauen. Es war als Witwensitz gedacht, die Freiin hielt sich jedoch meist in dem alten von Radenhausenschen Burgmannsitz in Amöneburg auf; das Deidesheimer Anwesen wurde von dem Oberschultheißen Henrici verwaltet und die Güter würden verpachtet. Im Ersten Koalitionskrieg wurde das Anwesen von den Franzosen beschlagnahmt. Sie lagerten hier Möbel und andere Gegenstände, die sie nach ihrer Inbesitznahme von Deidesheim gesammelt hatten. Eine preußische Brandgranate, die bei einem Gefecht am 24. Mai 1794 in Deidesheim wohl dieses Lager treffen sollte, flog ein wenig zu weit und traf das Gasthaus „Zum Löwen“, das daraufhin niederbrannte. Das von Radenhausensche Anwesen blieb dagegen von größeren Schäden verschont. Es wurde 1802 zwangsversteigert; zu dem Gut gehörten damals noch 63 Morgen Land, die ebenfalls zwangsversteigert wurden. Das Anwesen wurde von einem Steigererkonsortium erworben, das es ein Jahr darauf an Peter Adam Walter für 3900 fl. verkaufte, einen Sohn des Amtmanns Georg Adam Karl Walther. 1826 wurde der südliche Teil von Johann Kimich gekauft; der Bürgermeister Deidesheims, Karl Kimich, betrieb hier später ein Weingut; in dem nördlichen Teil war damals die Straußwirtschaft Weber untergebracht. Heute befindet sich in dem Anwesen eine Schönheitsklinik.

## Anwesen
Zu dem weitläufigen Anwesen, im historischen Stadtkern Deidesheims gelegen, gehören die beiden Gebäude mit der Adresse Weinstraße 49 und Weinstraße 51. Bei dem letzteren handelt es sich um einen Bau aus dem späten 18. Jahrhundert im Stile des Spätbarock. Er ist zweigeschossig und hat ein steiles Walmdach, das mit Biberschwänzen gedeckt ist. Die Fenster in der lang gestreckten Fassade zur Weinstraße hin sind mit Sandstein gerahmt und mit Keilsteinen versehen. Das andere Gebäude mit der Adresse Weinstraße 49, früher der Altenteil, stammt ebenfalls aus dem späten 18. Jahrhundert, sein zweites Stockwerk wurde später, etwa 1840/50, darauf gesetzt. Es ist zur Weinstraße hin giebelständig und trägt ein Satteldach.
Das Anwesen ist eines von mehreren (z. B. das Weingut Mehling, Weinstraße 60) im Stile des Spätbarock in diesem Teil der Weinstraße. Beide Gebäude wurden in jüngerer Zeit außen renoviert; die Beschreibung der amtlichen Liste Kulturdenkmäler ist hier möglicherweise nicht mehr ganz aktuell. Von den beiden klassizistischen Toranlagen etwa, die einst nördlich und südlich der Nr. 51 standen, gibt es heute in dieser Form nur noch das südliche.
Es findet sich kein Hinweis, Wappen oder Ähnliches, auf den ehemaligen Adelshof an den Gebäuden.